# 1284 en santé et médecine
| Années de la santé et de la médecine : 1281 - 1282 - 1283 - 1284 - 1285 - 1286 - 1287    |
| Décennies de la santé et de la médecine : 1250 - 1260 - 1270 - 1280 - 1290 - 1300 - 1310 |

Cet article présente les faits marquants de l'année 1284 en santé et médecine.

## Événements

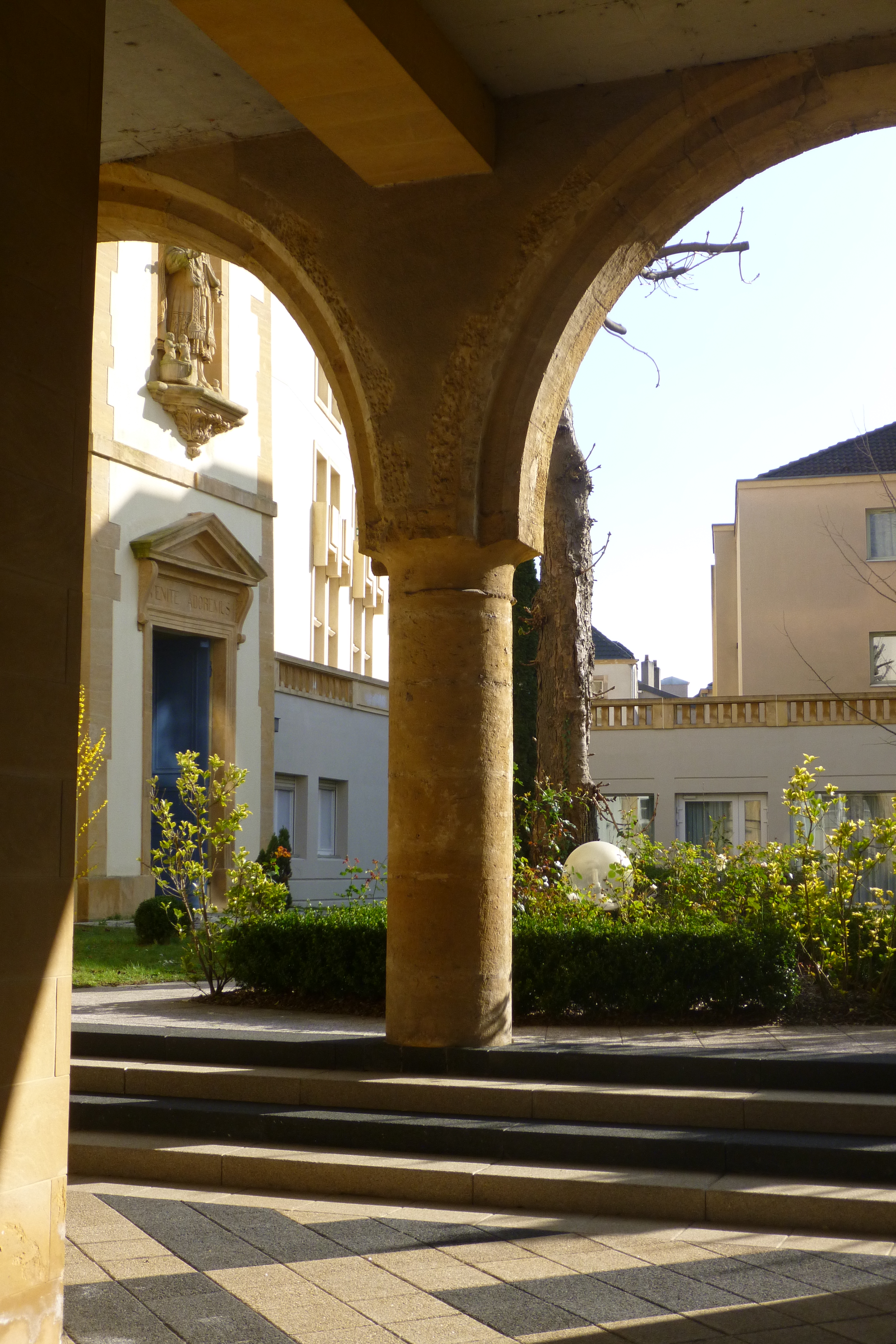
Metz
L'Hospice Saint-Nicolas

- Construction de la Loge aux grains d'Orsanmichele, à Florence, sur les plans d'Arnolfo di Cambio, pour abriter les marchands de céréales et constituer des réserves en cas de siège ou de famine, et dont les entrepôts, placés en étage à partir de 1337, sont dédiés depuis la fin du XXe siècle à l'exposition des statues originales de l'église[1].
- Épidémie de peste dans la partie orientale de la Russie[2].
- Fondation de l'hôpital Saint-Jean de Lodève[3].
- Les léproseries Saint-Ladre, de la Vieille-Boucherie, de Mazelle et des Bordes sont rattachées à l'hôpital Saint-Nicolas de Metz[4].
- Fondation à Feurs par Jeanne de Montfort, régente de Forez d'une maladrerie qui pourrait être à l'origine de l'actuel centre hospitalier du Forez[5].
- Construction d'un hôpital à Labastide, dans le diocèse de Cahors, en Guyenne[6].
- Fondation de l'hôpital Saint-Barthélemy de Montauban par Jusqunia de la Porta[7].
- Marguerite de Provence fonde à Paris, faubourg Saint-Marcel, le couvent  des filles de Sainte-Claire de la pauvreté Notre-Dame, sur le site duquel s'implantera, au XIXe siècle, une annexe de l'hôpital du Midi, l'hôpital de Lourcine, qui prendra le nom d'hôpital Broca en 1883[8].
- Ibn al-Nafis (1208-1288) est nommé à la direction de l'hôpital Mansuri récemment construit au Caire par le sultan Kélaoun[9].
- 1283-1284 : le sultan mamelouk Kélaoun fait agrandir et rénover l'hôpital du Caire, qui ne sera détruit qu'en 1910[10].

## Publication
- À Montpellier, Armengaud Blaise (1264-1312) traduit en latin, sous le titre de Cantica, le Poème sur la médecine (Urdjuza fi-tib) d'Avicenne avec son commentaire par Averroès[11].